# Cheyssieu
Cheyssieu és un municipi francès situat al departament de la Isèra i a la regió d'Alvèrnia-Roine-Alps. L'any 2007 tenia 967 habitants.

## Demografia

### Població
El 2007 la població de fet de Cheyssieu era de 967 persones. Hi havia 340 famílies de les quals 46 eren unipersonals (19 homes vivint sols i 27 dones vivint soles), 116 parelles sense fills, 147 parelles amb fills i 31 famílies monoparentals amb fills.
La població ha evolucionat segons el següent gràfic:
Habitants censats

### Habitatges
El 2007 hi havia 364 habitatges, 339 eren l'habitatge principal de la família, 7 eren segones residències i 18 estaven desocupats. 338 eren cases i 17 eren apartaments. Dels 339 habitatges principals, 305 estaven ocupats pels seus propietaris, 31 estaven llogats i ocupats pels llogaters i 3 estaven cedits a títol gratuït; 14 tenien dues cambres, 20 en tenien tres, 86 en tenien quatre i 218 en tenien cinc o més. 298 habitatges disposaven pel capbaix d'una plaça de pàrquing. A 103 habitatges hi havia un automòbil i a 219 n'hi havia dos o més.

### Piràmide de població
La piràmide de població per edats i sexe el 2009 era:
| Homes | Edats   | Dones |
| ----- | ------- | ----- |
| 0     | 95 o +  | 0     |
| 0     | 90 a 94 | 0     |
| 4     | 85 a 89 | 4     |
| 0     | 80 a 84 | 4     |
| 8     | 75 a 79 | 4     |
| 4     | 70 a 74 | 4     |
| 24    | 65 a 69 | 28    |
| 8     | 60 a 64 | 12    |
| 24    | 55 a 59 | 16    |
| 16    | 50 a 54 | 24    |
| 52    | 45 a 49 | 44    |
| 44    | 40 a 44 | 40    |
| 16    | 35 a 39 | 24    |
| 24    | 30 a 34 | 28    |
| 16    | 25 a 29 | 20    |
| 24    | 20 a 24 | 12    |
| 36    | 15 a 19 | 28    |
| 36    | 10 a 14 | 16    |
| 32    | 5 a 9   | 36    |
| 20    | 0 a 4   | 16    |

## Economia
El 2007 la població en edat de treballar era de 641 persones, 470 eren actives i 171 eren inactives. De les 470 persones actives 432 estaven ocupades (241 homes i 191 dones) i 39 estaven aturades (11 homes i 28 dones). De les 171 persones inactives 48 estaven jubilades, 70 estaven estudiant i 53 estaven classificades com a «altres inactius».

### Ingressos
El 2009 a Cheyssieu hi havia 347 unitats fiscals que integraven 1.007,5 persones, la mediana anual d'ingressos fiscals per persona era de 19.644 €.

### Activitats econòmiques
Dels 22 establiments que hi havia el 2007, 10 eren d'empreses de construcció, 4 d'empreses de comerç i reparació d'automòbils, 3 d'empreses de transport, 2 d'empreses d'hostatgeria i restauració, 1 d'una empresa d'informació i comunicació i 2 d'empreses de serveis.
Dels 10 establiments de servei als particulars que hi havia el 2009, 1 era un paleta, 4 guixaires pintors, 3 fusteries, 1 electricista i 1 restaurant.
L'únic establiment comercial que hi havia el 2009 era una botiga de roba.
L'any 2000 a Cheyssieu hi havia 12 explotacions agrícoles que ocupaven un total de 365 hectàrees.

## Equipaments sanitaris i escolars
El 2009 hi havia una escola elemental.

## Poblacions més properes
El següent diagrama mostra les poblacions més properes.